# Wiaczesław Jekimow
Wiaczesław Władimirowicz Jekimow (ros. Вячеслав Владимирович Екимов, ur. 4 lutego 1966 w Wyborgu) – rosyjski kolarz torowy i szosowy reprezentujący także ZSRR, trzykrotny medalista olimpijski oraz dziesięciokrotny medalista torowych mistrzostw świata.

## Kariera
Pierwsze sukcesy w karierze Wiaczesław Jekimow osiągnął w 1984 roku, kiedy zdobył trzy medale na torowych mistrzostwach świata juniorów: złote w drużynowym wyścigu na dochodzenie i wyścigu punktowym oraz srebrny w indywidualnym wyścigu na dochodzenie. Na rozgrywanych rok później torowych mistrzostwach w Bassano zdobył złoto indywidualnym wyścigu na dochodzenie amatorów, a wspólnie z Aleksandrem Krasnowemm Maratem Ganiejewem i Wasilijem Szpundowem zajął trzecie miejsce w drużynie. W indywidualnym wyścigu na dochodzenie zdobył jeszcze cztery medale: złote na MŚ w Colorado Springs (1986), MŚ w Lyonie (1989) i MŚ w Maebashi (1990) oraz srebrny podczas MŚ w Wiedniu (1987). Równocześnie zdobył jeszcze trzy medale w drużynie: złoto w 1987 roku, srebro w 1989 roku i brąz w 1986 roku. Ponadto na mistrzostwach w Stuttgarcie w 1991 roku Jekimow okazał się najlepszy w wyścigu punktowym.
W 1988 roku wystartował na igrzyskach olimpijskich w Seulu, gdzie wspólnie z Artūrasen Kasputisen, Dmitrijem Nielubinem i Gintautasem Umarasem zwyciężył w drużynowym wyścigu na dochodzenie. Na kolejny start olimpijski musiał poczekać 12 lat – do igrzysk w Sydney. Podczas australijskich igrzysk zdobył medal na szosie, zajmując pierwsze miejsce w indywidualnej jeździe na czas. Rosjanin bezpośrednio wyprzedził Niemca Jana Ullricha oraz Lance’a Armstronga z USA. Na tej samej imprezie wziął również udział w wyścigu ze startu wspólnego, który ukończył na 75. pozycji. Cztery lata później, podczas igrzysk olimpijskich w Atenach Jekimow zajął drugie miejsce w jeździe na czas za Tylerem Hamiltonem z USA. Dopiero w 2012 roku potwierdzono, że we krwi Amerykanina wykryto doping i odebrano mu medal. Dzięki temu Rosjanin został potrójnym mistrzem olimpijskim. W stolicy Grecji także wystartował w wyścigu ze startu wspólnego, jednak tym razem nie ukończył rywalizacji. Poza tym zwyciężył między innymi w: Tour de Normandie (1988), Mistrzostwach Zurychu (1992), Clásica de Almería (1993), Driedaagse van De Panne-Koksijde (1996 i 2000) oraz Ronde van Nederland (2003). Nigdy jednak nie zdobył medalu na szosowych mistrzostwach świata. Karierę zakończył w 2006 roku, jako zawodnik grupy Discovery Channel Pro Cycling Team.

## Drużyny
- Novemail (1993)
- WordPerfect (1994)
- Novell (1995)
- Rabobank (1996)
- Amica Chips (1999)
- US Postal (1997-1998 oraz 2000-2004)
- Discovery Channel (2005-2006).